# Edmundo Bertín
Edmundo Bertín Rodríguez (Osorno, 24 de diciembre de 1899-¿?) fue un ingeniero civil y funcionario público chileno, que se desempeñó como director general de la Empresa de los Ferrocarriles del Estado de Chile (EFE) entre 1963 y 1964, durante el gobierno del presidente Jorge Alessandri.

## Familia y estudios
Nació en la comuna chilena de Osorno el 24 de diciembre de 1899, hijo de Marcelino Bertín y Cantalicia Rodríguez. Tuvo dos hermanos: Alberto —agricultor, quien se dedicó a explotar el fundo "Chapilcahuín" (que aún permanece en la actualidad), de 435 hectáreas, el cual estaba dedicado a la crianza de animales purasangre, entre ellos los shorthorn, así como a engordas y siembras. En ese ámbito, presentó sus productos en varias exposiciones, obteniendo variados premios, siendo el más destacado el «Premio Reservado Champion», en la categoría «Toros», en 1944. También, explotó dos fundos en la comuna de Puyehue: "El Pafo", que colindaba con las termas, y "El Río Bonito", ambos dedicados a la ganadería. Por otro lado, fue director consejero de la Sociedad Agrícola y Ganadera de Osorno (SAGO), miembro del Club de Osorno, de la Liga de Estudiantes Pobres y del Cuerpo de Bomberos de la misma ciudad— y Octaviano —también agricultor, quien se dedicó a explotar los fundos "Cuyaima", en la comuna de San Pablo, y "El Pescadero"; fue además de igual manera, socio del Club de Osorno y de la Sociedad Agrícola y Ganadera de Osorno (SAGO)—. Realizó sus estudios primarios y secundarios en el Internado Nacional Barros Arana. Continuó los superiores en la Universidad de Chile, titulándose como ingeniero civil en 1924, con la tesis La desviación del estero Baeza en Talca. Uso del carbón pulverizado en las locomotoras y planta elevadora de agua potable para Lautaro.
Se casó con María Alcaíno, con quien tuvo dos hijos: Francisco у Реdro.

## Carrera profesional
Inició su actividad profesional en 1923, durante el primer gobierno del presidente liberal Arturo Alessandri, incorporándose como ayudante de ingeniería hidráulica en la Dirección General de Obras Públicas (DGOP) del Ministerio de Industria, Obras Públicas y Ferrocarriles.
Al año siguiente, pasó a desempeñarse en la Empresa de los Ferrocarriles del Estado (EFE), donde actuó como ingeniero de la Sección de Tarifas, ingeniero de la Comisión de Estación, ingeniero de la Sección de Señales, inspector de la Sección de Transportes, jefe de la Sección de Explotación Técnica del Departamento de Tracción, jefe de la Sección de Transportes de la 1.ª y 2.ª Zonas, jefe de la Sección de Explotación del Ferrocarril Trasandino Chileno (FCTC), subjefe del Departamento de Transporte y jefe de la misma repartición desde 1945 hasta 1953.
De forma paralela, fungió como delegado de la EFE al Congreso de Ingenieros realizado en Santiago en 1945 y, al año siguiente, delegado del gobierno central —presidido por el radical Juan Antonio Ríos— al Congreso Sudamericano de Ferrocarriles realizado en Montevideo (Uruguay).
Posteriormente, en el marco del gobierno del presidente Jorge Alessandri, el 8 de julio de 1963, fue nombrado como director general de la EFE, cargo que mantuvo hasta el fin de la administración el 3 de noviembre de 1964, continuando en él bajo los primeros doce días del seguido gobierno presidido por el demócrata cristiano Eduardo Frei Montalva, quien lo había ratificado como tal; fue reemplazado por el también ingeniero Luis Falcone, en calidad de interino.
Entre otras actividades, fue miembro del Instituto de Ingenieros de Chile, de la Asociación de ingenieros de Chile, del Automóvil Club de Chile, del Rotary Club de Santiago, del Country Club de Chile, del Stade Français y de la Sociedad Agrícola y Ganadera de Osorno (SAGO).